# Collegio uninominale Marche - 06
Il collegio elettorale uninominale Marche - 06 è stato un collegio elettorale uninominale della Repubblica Italiana per l'elezione della Camera tra il 2017 ed il 2022.

## Territorio
Come previsto dalla legge elettorale italiana del 2017, il collegio era stato definito tramite decreto legislativo all'interno della circoscrizione Marche.
Era formato dal territorio di 42 comuni: Acqualagna, Apecchio, Auditore, Belforte all'Isauro, Borgo Pace, Cagli, Cantiano, Carpegna, Fermignano, Fratte Rosa, Frontino, Frontone, Gabicce Mare, Gradara, Lunano, Macerata Feltria, Mercatello sul Metauro, Mercatino Conca, Mombaroccio, Monte Cerignone, Monte Grimano Terme, Montecalvo in Foglia, Monteciccardo, Montecopiolo, Montelabbate, Peglio, Pergola, Pesaro, Petriano, Piandimeleto, Pietrarubbia, Piobbico, San Lorenzo in Campo, Sant'Angelo in Vado, Sassocorvaro, Sassofeltrio, Serra Sant'Abbondio, Tavoleto, Tavullia, Urbania, Urbino e Vallefoglia.
Il collegio era quindi interamente compreso nella provincia di Pesaro e Urbino.
Il collegio era parte del collegio plurinominale Marche - 02.

## Eletti
| Elezione | Elezione | Deputato       | Partito               |
| -------- | -------- | -------------- | --------------------- |
|          | 2018     | Andrea Cecconi | Federazione dei Verdi |

## Dati elettorali

### XVIII legislatura
Come previsto dalla legge elettorale, 232 deputati erano eletti con sistema a maggioranza relativa in altrettanti collegi uninominali a turno unico.
| Candidati              | Candidati                | Voti    | %     | Liste                                | Voti    | %     |
| ---------------------- | ------------------------ | ------- | ----- | ------------------------------------ | ------- | ----- |
|                        | Andrea Cecconi ✔️ Eletto | 48 423  | 34,98 | Movimento 5 Stelle                   | 48 423  | 34,98 |
|                        | Anna Maria Renzoni       | 43 645  | 31,53 | Lega                                 | 23 002  | 16,62 |
| Forza Italia           | Anna Maria Renzoni       | 43 645  | 31,53 | 12 703                               | 9,18    |       |
| Fratelli d'Italia      | Anna Maria Renzoni       | 43 645  | 31,53 | 6 619                                | 4,78    |       |
| Noi con l'Italia - UDC | Anna Maria Renzoni       | 43 645  | 31,53 | 1 321                                | 0,95    |       |
|                        | Marco Minniti            | 38 337  | 27,70 | Partito Democratico                  | 33 599  | 24,27 |
| +Europa                | Marco Minniti            | 38 337  | 27,70 | 3 173                                | 2,29    |       |
| Italia Europa Insieme  | Marco Minniti            | 38 337  | 27,70 | 1 195                                | 0,86    |       |
| Civica Popolare        | Marco Minniti            | 38 337  | 27,70 | 370                                  | 0,27    |       |
|                        | Daniela Ciaroni          | 3 694   | 2,67  | Liberi e Uguali                      | 3 694   | 2,67  |
|                        | Erica Balestra           | 1 143   | 0,83  | Partito Comunista                    | 1 143   | 0,83  |
|                        | Giuseppina Severi        | 968     | 0,70  | Potere al Popolo!                    | 968     | 0,70  |
|                        | Christiano Demontis      | 920     | 0,66  | CasaPound                            | 920     | 0,66  |
|                        | Giovanni Mazzotta        | 715     | 0,52  | Il Popolo della Famiglia             | 715     | 0,52  |
|                        | Stefano Tontini          | 369     | 0,27  | Partito Valore Umano                 | 369     | 0,27  |
|                        | Dalibot Cvejic           | 206     | 0,15  | Lista del Popolo per la Costituzione | 206     | 0,15  |
| Totale                 | Totale                   | 138 420 | 100   |                                      | 138 420 | 100   |
|                        |                          |         |       |                                      |         |       |
| Voti non validi        | Voti non validi          | 3 568   | 2,51  |                                      |         |       |
| Votanti                | Votanti                  | 141 988 | 79,06 |                                      |         |       |
| Elettori               | Elettori                 | 179 600 |       |                                      |         |       |